# Andrewsarchus
Andrewsarchus (/ˌændruːˈsɑːrkəs/) là một chi động vật có vú sống vào thời kỳ Eocene giữa tại nơi ngày nay là Nội Mông, Trung Quốc. Loài duy nhất được công nhận, A. mongoliensis, chỉ được biết đến từ một hộp sọ phát hiện năm 1923 trong một nghiên cứu của AMNH. Ban đầu nó được xem là một Mesonychia, những nghiên cứu gần đây hơn cho thấy nó là động vật guốc chẵn, và chính xác hơn là một thành viên của nhánh Cetacodontamorpha, liên quan chặt chẽ đến Entelodontidae, hà mã và cá voi.